# Xuman
Xuman [ˈhju: mən] — российская эпик-поп-группа из Москвы, созданная 11 мая 2009 года Сашей Хьюманом и Ильей Сосницким. За весь период существования группа претерпевала метаморфозы от электро-поп до инди-рок музыки, но в итоге сформулировала свой стиль к 2012 году, выпустив сингл «Play».

## История группы
В декабре 2009 года был собран первый живой состав группы и прошла презентация первой компиляции лейбла Xuman Records, на которой можно было впервые услышать Xuman. Далее в 2010 году группа начала выступать, пробуя себя на площадках и фестивалях Москвы, Санкт-Петербурга и ряда других городов. В марте 2011 года в поддержку первого альбома 'Golden Age' группа начала одноимённый тур, продлившийся до октября 2011 года. В 2012 году у группы не было выступлений, так как основным приоритетом на это время стал саунд-продакшн лейбла Xuman Records. Ближе к концу года музыканты начали записывать новый материал с принципиально иным подходом. Результатом работы стал сингл 'Play', вышедший в декабре 2012 года. В мае 2013 года Xuman выпустили новый EP '49 Nymphomaniacs' и видео на трек '49'. Презентация новой концертной программы прошла в том же месяце на сцене Bosco Fresh Fest.

## Участники
- Саша Хьюман — автор музыки и слов, вокал, клавиши
- Илья Сосницкий — автор музыки и слов, бэк-вокал, гитара, клавиши
- Давид Сагамонянц — ударные

## Дискография

### Альбомы
- 2011 — Golden Age
- 2013 — 49 Nymphomaniacs (EP)
- 2014 - Mood Dealer EP
- 2015 - The Mask Gains Over Man

### Синглы
- 2010 — Panic
- 2012 — Play

## Видео
- 2010 — Panic на YouTube
- 2011 — Side by Side на YouTube
- 2012 — Play на YouTube
- 2013 — 49 на YouTube

## Публикации
- 2010.07.15 — Новое видео. Xuman — Panic // TheSpot.ru
- 2010.08.18 — Xuman interview // ILovePie.co.uk
- 2011.04.15 — Xuman // OffTheRadarMusic.com
- 2011.08.31 — Xuman. «Golden Age» (недоступная ссылка) // SociétéPerrier.com
- 2011.10.03 — Александр Хьюман, Xuman Records: «Продукт обязан выделяться». Независимая музыка и инди-лейблы // LookAtMe.ru